# Marina Eduardowna Asjabina
Marina Eduardowna Asjabina (russisch Марина Эдуардовна Азябина, engl. Transkription Marina Azyabina; * 15. Juni 1963 in Ischewsk) ist eine ehemalige russische Hürdenläuferin, deren Spezialdisziplin der 100-Meter-Hürdenlauf war.
1991 gewann sie als Repräsentantin der Sowjetunion Gold bei der Universiade. Im Jahr darauf wurde sie Meisterin der GUS und erreichte, für deren Vereintes Team startend, bei den Olympischen Spielen in Barcelona das Halbfinale.
1993 wurde sie russische Meisterin und gewann Silber bei den Leichtathletik-Weltmeisterschaften in Stuttgart.
1994 holte sie Bronze bei den Goodwill Games.
Marina Asjabina moderiert heute eine Sportsendung beim Fernsehkanal Moja Udmurtija.

## Persönliche Bestleistungen
- 60 m Hürden (Halle): 	8,02 s, 27. Februar 1993, Moskau
- 100 m Hürden: 12,47 s, 19. Juni 1993, Moskau